# جيمس دبليو. ستيفنسون
جيمس دبليو. ستيفنسون (بالإنجليزية: James W. Stephenson)‏ هو سياسي أمريكي، ولد في 1806 في فرجينيا في الولايات المتحدة، وتوفي في 1 أغسطس 1838 في غالينا في الولايات المتحدة بسبب سل. حزبياً، نشط في الحزب الديمقراطي.